# 松本優
松本 優（まつもと ゆう、1997年4月27日 - ）は、日本のファッションモデル。
大阪府堺市出身。トラペジスト所属。

## 来歴

### 生い立ち
幼少期に両親が離婚し、祖父母に育てられる。
小学校6年生の時に貧血で倒れたことから集団の中に居るのが怖くなり中学3年間、引きこもりになる。Instagramを中3から始め、K-POPやダンス動画を好んで見ていた。高校に進学しなくてもいいと考えていたが、中3の厳しい担任教師が親身になって説得してくれたことで進学を決意。

### 高校生時代
女子高に進学。家から遠く電車通学する高校を選んだことで、環境が変わりモデルを目指すようになる。
高校1・2年生の時にモデル・レッスンに通う。2年生で学校掲示のポスターモデルに選ばれる。2015年、3年生で女子高生ミスコンの関西ファイナリストに選抜。
中学に続き、高校でも勉強は殆んどしていなかったが、3年生の時同じグループの子から発破をかけられ、一念発起。その子が目指していた近畿大学への進学を決める。毎日職員室の隣で猛勉強し、学校で一番厳しい先生が面倒を見てくれた。偏差値の高い大学も目指せそうだったが、先生の助言で志望通り近畿大学に合格する。

### 大学生時代
2016年、近畿大学総合社会学部に入学。高校3年生まではInstagramのフォロワーが1万人に辿り着かなかったが、大学入学後に増加する。11月、近畿大学ミスコンで審査員特別賞を受賞。
朝日放送テレビ『今ちゃんの「実は…」』の取材を受け、千鳥と共演。
2018年7月、初のレギュラーラジオ番組『松本優の『THANK YOU』』（FM OH!）を9か月担当する。1人で30分間話すことが大変だったがとても楽しく、9か月で番組終了が決まった時は自分の力不足が終了の原因だと涙に暮れたが、祖父母や父親からのプレゼントが嬉しかったと語る。
2020年3月、近畿大学総合社会学部マスメディア系専攻を卒業。

### 大学卒業後
2020年6月21日発売、『ビッグコミックスピリッツ』第29号（小学館）にて初雑誌グラビアを飾る。同日、初のデジタル写真集「ナツヨ・カン」を発売する。

## 人物
- 趣味はウクレレ・買い物・音楽鑑賞・映画鑑賞
- 好きなものは動物・お洒落・古着屋巡り・シルバーアクセサリー・551蓬莱
- 私生活では、2024年3月21日に入籍したことを同年8月2日付のInstagramにて明らかにした。

## 出演

### ラジオ
- LOVE FM - 松本優の「BACK STAGE RADIO」メインMC[13][14]
- エフエム大阪 - 「トヨタカローラ南海 presents U.K.&優のオシャレパッソでドコ行こう?!」[15][16]

### テレビ
- 大阪ほんわかテレビ「情報喫茶室」コーナー （読売テレビ）

### 雑誌・WEB
- BLENDA JAPAN - BJモデル
- Honda GO[17]
- 定額セルフエステ NINAREL - イメージモデル[18][19]
- バンドルカード[20] - WEB MOVIE
- アメリカンイーグル[21]
- 赤箱
- URBAN RESEARCH[22] - WEB
- DECORA GIRL[23]
- MC collection[24]
- ZAKKURI TEGUSHI COMB
- Le･square[25]
- 河原町OPA[26] - #AUTUMN Photogenic CAMPAIGN

### ファッションショー・イベント
- LIVE SDD 2019[27]
- LUCKY MERY DAY[28] - MC出演
- HOKURIKU Girls girls FESTIVAL [29]- モデル出演
- Namba Fashion Festa[30] - モデル出演
- 御堂筋ランウェイ[31] - モデル出演
- Girls Meeting KANAZAWA[32] - モデル出演
- World Wedding WEDDING COLLECTION[33] - モデル出演
- 2018 spring Beauty EXPO[34][35] - トークショー出演
- インスタ女子研究会 -トークショー出演
- 資生堂 presents くずれないメイクとスキンケア〜夏ラクメイ セミナー[36] トークショー出演
- 東京ゲームショウ2023 TGS2023×AZUL BY MOUSSY Fashion Show（2023年9月22日～2023年9月23日）[37]

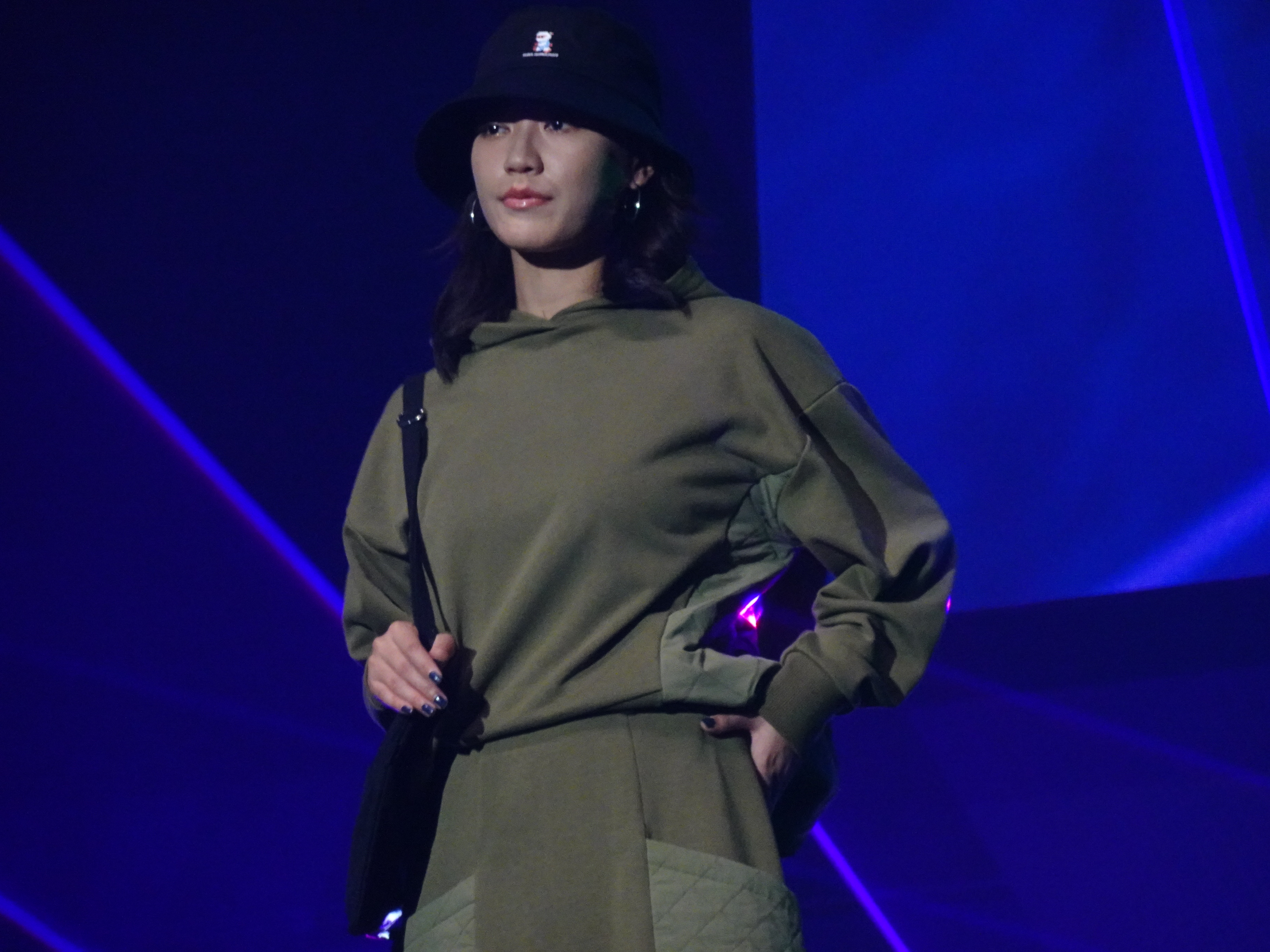
TGS2023×AZUL BY MOUSSY Fashion Showでの松本優(2023年9月23日)
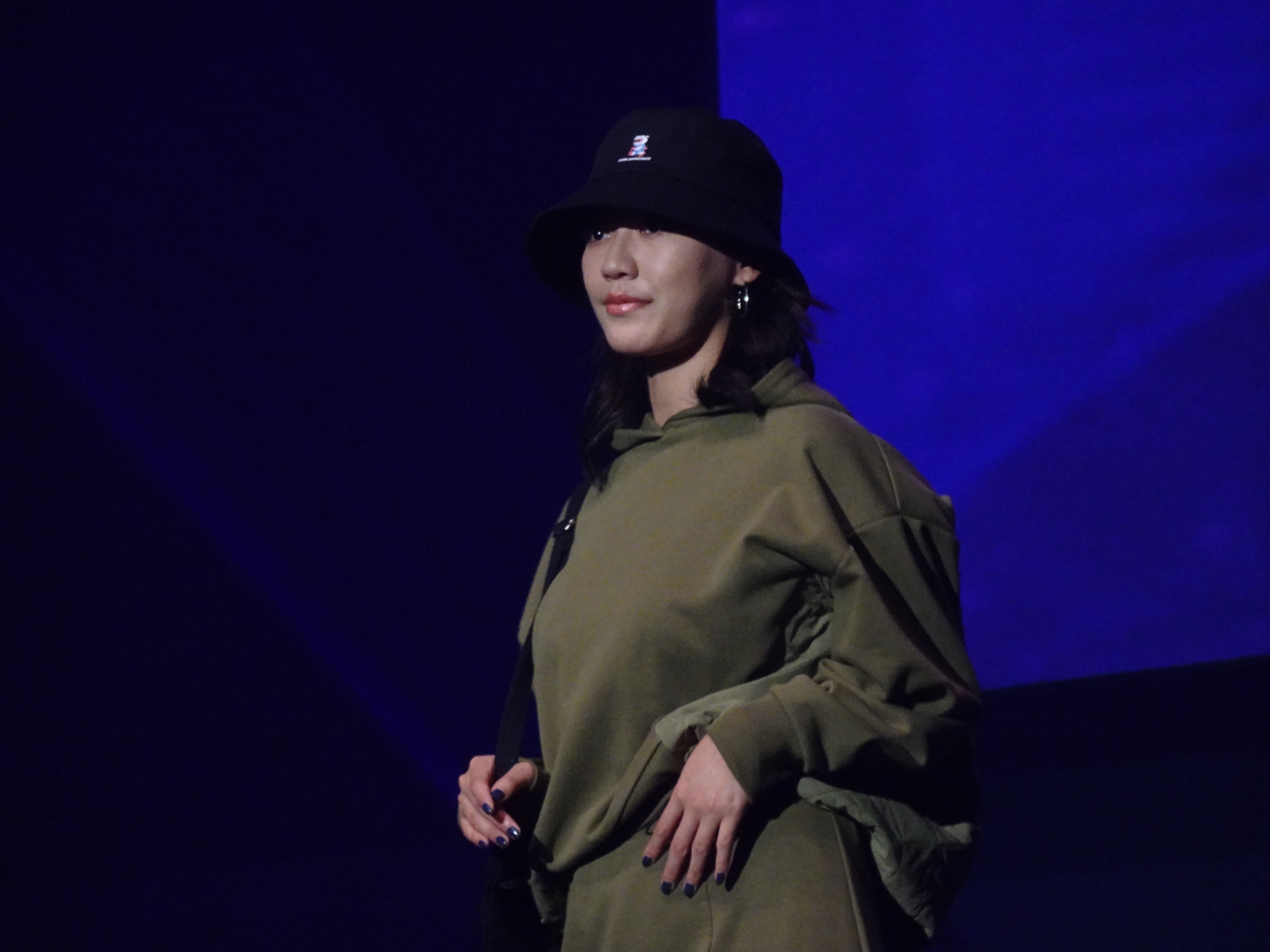
TGS2023×AZUL BY MOUSSY Fashion Showでの松本優(2023年9月23日)
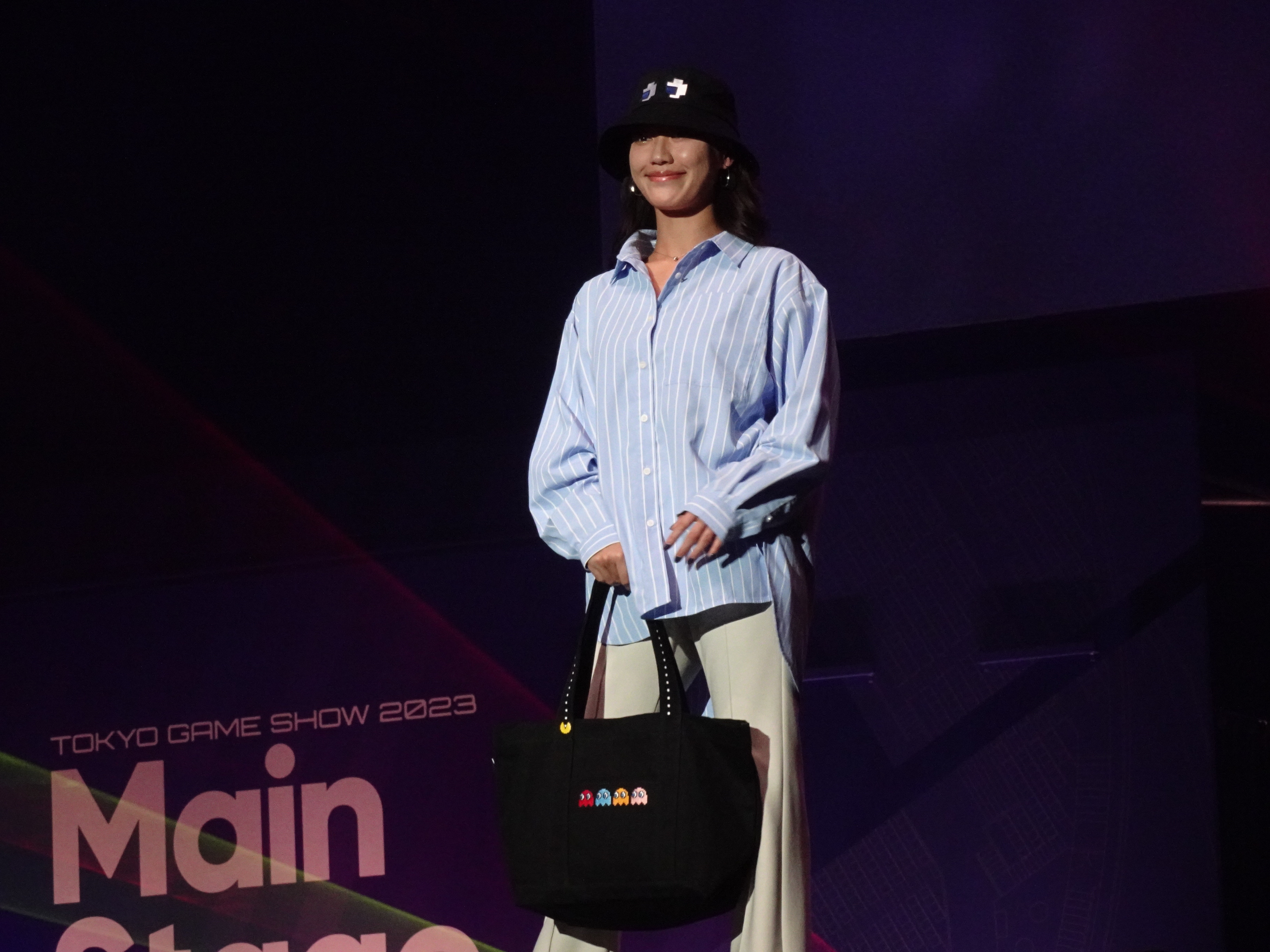
TGS2023×AZUL BY MOUSSY Fashion Showでの松本優(2023年9月23日)
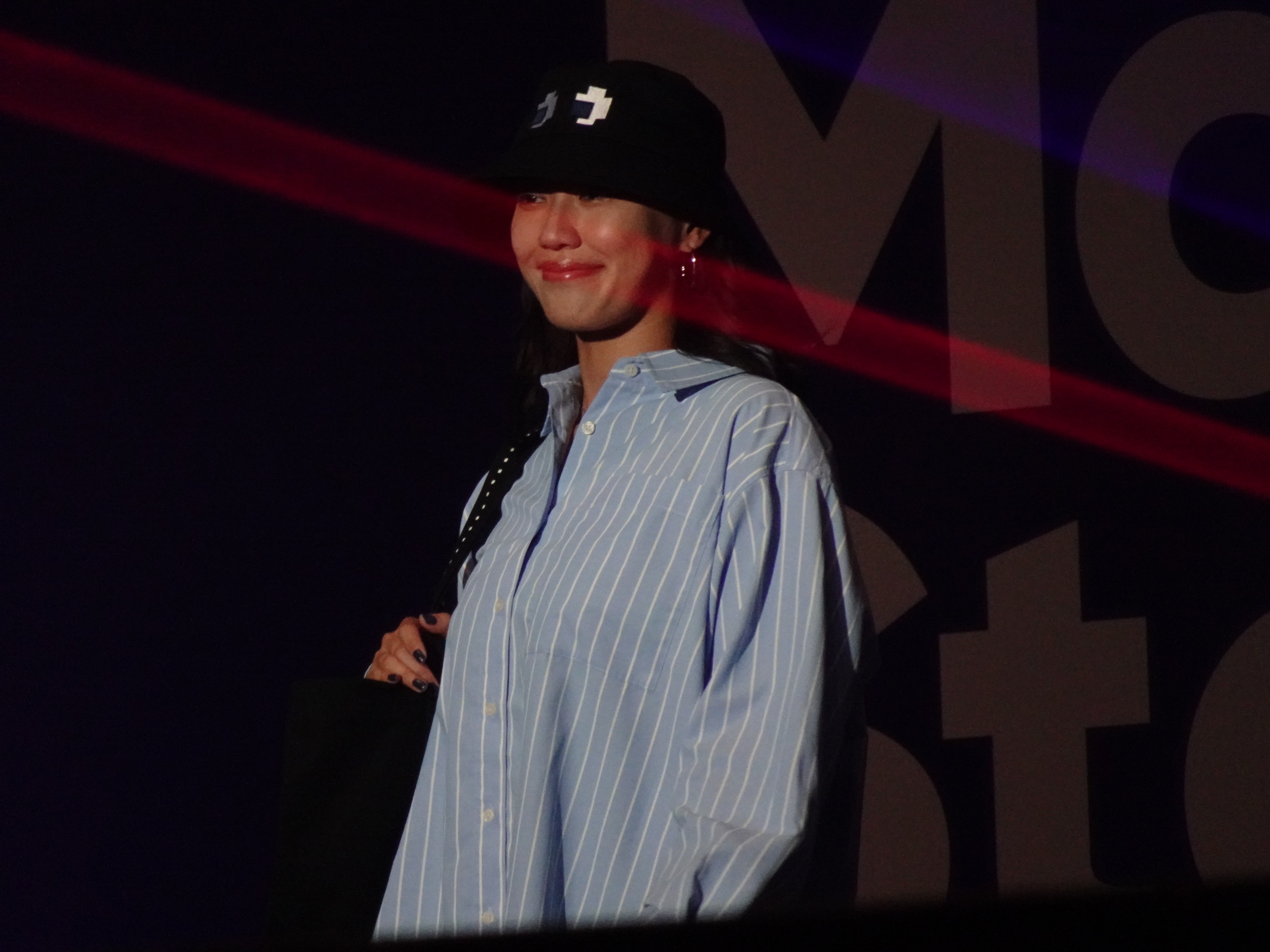
TGS2023×AZUL BY MOUSSY Fashion Showでの松本優(2023年9月23日)

### ミュージックビデオ
- 強「KAORI」（2020年）[38]